# Scrophularia peregrina

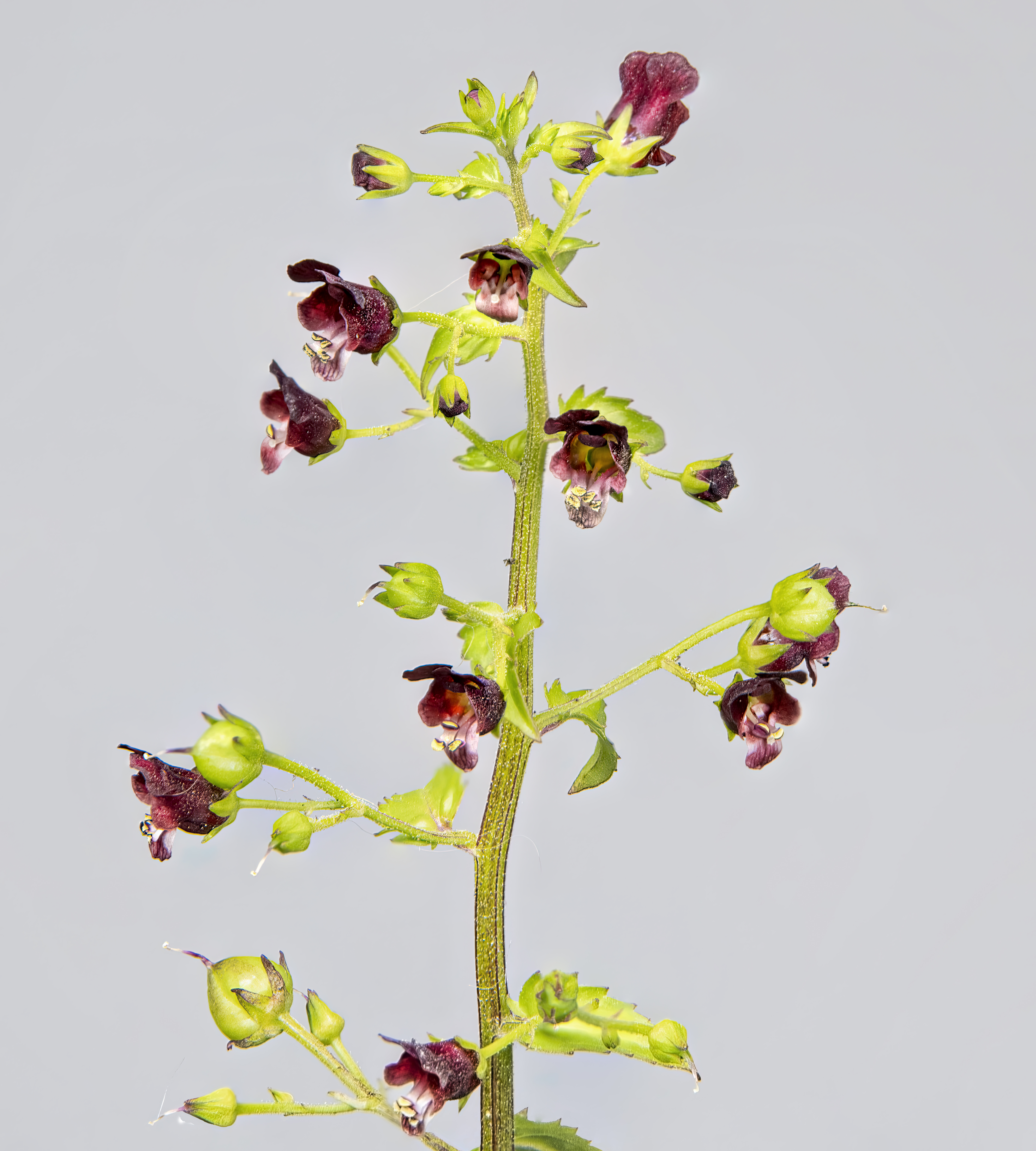
blomställning

Scrophularia peregrina är en flenörtsväxtart som beskrevs av Carl von Linné. Enligt Catalogue of Life ingår Scrophularia peregrina i släktet flenörter och familjen flenörtsväxter, men enligt Dyntaxa är tillhörigheten istället släktet flenörter och familjen flenörtsväxter. Arten förekommer tillfälligt i Sverige, men reproducerar sig inte. Inga underarter finns listade i Catalogue of Life.